# Великокунинецкий сельский совет
Великокунинецкий сельский совет (укр. Великокунинецька сільська рада) — входит в состав
Збаражского района
Тернопольской области
Украины.
Административный центр сельского совета находится в 
с. Великий Кунинец.

## История
- 1940 — дата образования.

## Населённые пункты совета
- с. Великий Кунинец
- с. Малый Кунинец